# Adaptacje filmowe i telewizyjne dzieł Stanisława Lema
Książki, opowiadania i pomysły Stanisława Lema stanowiły podstawę wielu adaptacji filmowych, jednak Lem był znany z krytycznego do nich podejścia (wyjątkiem jest Przekładaniec z Bogumiłem Kobielą w roli głównej, do którego pisał scenariusz i którego powstawanie pilnie śledził).

## Lista ekranizacji (chronologicznie)
| Tytuł polski                              | Tytuł oryginalny                                                                                            | Rok premiery | Reżyseria                                   | Kraj produkcji                                           | Rodzaj adaptacji                                                                    | Podstawa adaptacji | IMDB                                                          | FilmPolski.pl                         |
| ----------------------------------------- | --- | ------------ | ------------------------------------------- | -------------------------------------------------------- | ----------------------------------------------------------------------------------- | --- | ------------------------------------------------------------- | ------------------------------------- |
| Czy Pan istnieje, Mr. Johns?              | - | 1957         | Zbigniew Kuźmiński                          | Polska                                                   | spektakl Teatru Telewizji                                                           | Czy pan istnieje, Mr Jones? (Dzienniki gwiazdowe)                                                                                   | Czy Pan istnieje, Mr. Johns?                                  | Czy Pan istnieje, Mr Johns? (1957)    |
| Koniec świata o godzinie ósmej            | - | 1958         | Marek T. Nowakowski                         | Polska                                                   | spektakl Teatru Telewizji                                                           | Koniec świata o ósmej (Dzienniki gwiazdowe)                                                                                         | Koniec swiata o godzinie ósmej                                | Koniec świata o godzinie ósmej (1958) |
| Milcząca gwiazda                          | Der schweigende Stern                                                                                       | 1960         | Kurt Maetzig                                | NRD, Polska                                              | film                                                                                | Astronauci | Milcząca gwiazda (1960)                                       | Milcząca gwiazda (1960)               |
| Wierny robot                              | - | 1961         | Janusz Majewski                             | Polska                                                   | spektakl Teatru Telewizji                                                           | Wierny robot – widowisko telewizyjne (Noc księżycowa)                                                                               |                                                               | Wierny robot (1961)                   |
| Wycieczka w kosmos                        | - | 1961         | Krzysztof Dębowski                          | Polska                                                   | film animowany                                                                      | scenariusz Stanisława Lema | Wycieczka w kosmos (1961)                                     | Wycieczka w kosmos (1961)             |
| Pułapka (tytuł roboczy: Bezludna planeta) | - | 1962         | Krzysztof Dębowski                          | Polska                                                   | film animowany                                                                      | scenariusz Stanisława Lema |                                                               | Pułapka (1962)                        |
| Przygody profesora Tarantogi              | | 1962         | Józef Słotwiński                            | Polska                                                   | film telewizyjny                                                                    | |                                                               | Przygody profesora Tarantogi          |
| Ikaria XB 1                               | Ikarie XB 1                                                                                                 | 1963         | Jindřich Polák                              | Czechosłowacja                                           | film                                                                                | Obłok Magellana | Ikaria XB1 (1963)                                             |                                       |
| Wierny robot                              | Верный робот (Vernyy robot)                                                                                 | 1965         | Ivan Rassomakhin                            | ZSRR                                                     | film telewizyjny                                                                    | Wierny robot – widowisko telewizyjne (Noc księżycowa)                                                                               | Vernyy robot (1965)                                           |                                       |
| Przyjaciel                                | - | 1965         | Marek Nowicki, Jerzy Stawicki               | Polska                                                   | film telewizyjny                                                                    | Przyjaciel (Inwazja z Aldebarana)                                                                                                   | Przyjaciel (1965)                                             | Przyjaciel (1965)                     |
| Wierny robot                              | Verný robot                                                                                                 | 1967         | Jan Matejovský                              | Czechosłowacja                                           | film telewizyjny                                                                    | Wierny robot – widowisko telewizyjne (Noc księżycowa)                                                                               | Verný robot (1967)                                            |                                       |
| Profesor Zazul                            | - | 1968         | Marek Nowicki, Jerzy Stawicki               | Polska                                                   | film telewizyjny                                                                    | III - Profesor Zazul (Księga robotów)                                                                                               | Profesor Zazul (1962)                                         | Profesor Zazul (1968)                 |
| Przekładaniec                             | - | 1968         | Andrzej Wajda                               | Polska                                                   | film telewizyjny                                                                    | scenariusz Stanisława Lema na podstawie Czy pan istnieje, Mr. Jones? (Dzienniki gwiazdowe)                                          | Przekładaniec (1968)                                          | Przekładaniec (1968)                  |
| Solaris                                   | Солярис (Solyaris)                                                                                          | 1968         | Lidiya Ishimbaeva, Boris Nirenburg          | ZSRR                                                     | film telewizyjny                                                                    | Solaris | Solyaris (1968)                                               |                                       |
| -                                         | Roly Poly                                                                                                   | 1969         | Michael Hart                                | Wielka Brytania                                          | odcinek serialu telewizyjnego (34. odcinek 4. sezonu serialu Thirty-Minute Theatre) | Czy pan istnieje, Mr Jones? (Dzienniki gwiazdowe)                                                                                   | Roly Poly (1969)                                              |                                       |
| Cyberiada                                 | - | 1971         | Stanisław Wohl                              | Polska                                                   | opera (muzyka i libretto Krzysztofa Meyera)                                         | Przyjaciel Automateusza (Bajki robotów), Bajka o trzech maszynach opowiadających króla Genialona (Cyberiada)                        |                                                               |                                       |
| Solaris                                   | Солярис (Solyaris)                                                                                          | 1972         | Andriej Tarkowski                           | ZSRR                                                     | film                                                                                | Solaris | Solaris (1972)                                                |                                       |
| -                                         | Pirx kalandjai                                                                                              | 1973         | István Kazan, András Rajnai                 | Węgry                                                    | serial telewizyjny                                                                  | Opowieści o pilocie Pirxie | Pirx kalandjai                                                |                                       |
| Śledztwo                                  | - | 1974         | Marek Piestrak                              | Polska                                                   | film telewizyjny                                                                    | Śledztwo | Śledztwo (1974)                                               |                                       |
| Maszyna Trurla                            | - | 1975         | Jerzy Zitzman                               | Polska                                                   | film animowany                                                                      | Maszyna Trurla (Bajki robotów) |                                                               | Maszyna Trurla                        |
| -                                         | Die seltsamen Begegnungen des Prof. Taratonga                                                               | 1978         | Charles Kerremans                           | RFN                                                      |                                                                                     | Wyprawa profesora Tarantogi – widowisko w sześciu częściach (Noc księżycowa)                                                        | Die seltsamen Begegnungen des Prof. Taratonga (1978)          |                                       |
| Test pilota Pirxa                         | - | 1978         | Marek Piestrak                              | Polska, ZSRR                                             | film                                                                                | Rozprawa (Opowieści o pilocie Pirxie)                                                                                               | Test pilota Pirxa (1979)                                      |                                       |
| Szpital Przemienienia                     | - | 1979         | Edward Żebrowski                            | Polska                                                   | film                                                                                | Szpital Przemienienia | Szpital Przemienienia (1979)                                  |                                       |
| -                                         | Professor Tarantoga und sein seltsamer Gast                                                                 | 1979         | Jens-Peter Proll                            | RFN                                                      | film telewizyjny                                                                    | Dziwny gość profesora Tarantogi – widowisko telewizyjne (Noc księżycowa)                                                            | Professor Tarantoga und sein seltsamer Gast (1979)            |                                       |
| -                                         | Prítel | 1983         | Jaroslav Dudek                              | Czechosłowacja                                           | film telewizyjny                                                                    | Przyjaciel (Inwazja z Aldebarana)                                                                                                   | Prítel (1983)                                                 |                                       |
| -                                         | Из дневников Ийона Тихого. Путешествие на Интеропию (Iz dnevnikov Yona Tikhogo. Puteshestvie na Interopiyu) | 1985         | Gennadiy Tishchenko                         | ZSRR                                                     | telewizyjny film animowany                                                          | Podróż czternasta (Dzienniki gwiazdowe)                                                                                             | Iz dnevnikov Yona Tikhogo. Puteshestvie na Interopiyu. (1985) |                                       |
| -                                         | Victim of the Brain                                                                                         | 1988         | Piet Hoenderdos                             | Holandia                                                 | film                                                                                | część filmu stanowi adaptacja opowiadania Wyprawa siódma, czyli o tym jak własna doskonałość Trurla do złego przywiodła (Cyberiada) | Victim of the Brain (1988)                                    |                                       |
| -                                         | Mesícní noc                                                                                                 | 1988         | Hynek Bocan                                 | Czechosłowacja                                           | film telewizyjny                                                                    | Noc księżycowa (Powtórka) | Mesícní noc (1988)                                            |                                       |
| -                                         | Skrznaskrz                                                                                                  | 1989         | Otakar Kosek                                | Czechosłowacja                                           | film telewizyjny                                                                    | Czy pan istnieje, Mr Jones? (Dzienniki gwiazdowe)                                                                                   | Skrznaskrz (1989)                                             |                                       |
| -                                         | Возвращение со звёзд (Vozvrashchenie so zvyozd)                                                             | 1989         | Vladimir Latisjev, Igor Łarionow            | ZSRR                                                     | serial telewizyjny                                                                  | Powrót z gwiazd | Vozvrashchenie so zvyozd                                      |                                       |
| -                                         | Бутерброд (Buterbrod)                                                                                       | 1989         | Pyotr Shteyn                                | ZSRR                                                     | film telewizyjny                                                                    | Czy pan istnieje, Mr Jones? (Dzienniki gwiazdowe)                                                                                   | Buterbrod (1989)                                              |                                       |
| -                                         | Der unsichtbare Freund                                                                                      | 1992         | Ray Müller                                  | Niemcy                                                   | film telewizyjny                                                                    | Przyjaciel (Inwazja z Aldebarana)                                                                                                   | Der unsichtbare Freund (1992)                                 |                                       |
| Wyprawa profesora Tarantogi               | - | 1992         | Maciej Wojtyszko                            | Polska                                                   | spektakl Teatru Telewizji                                                           | Wyprawa profesora Tarantogi – widowisko w sześciu częściach (Noc księżycowa)                                                        |                                                               | Wyprawa profesora Tarantogi           |
| -                                         | Marianengraben                                                                                              | 1994         | Achim Bornhak                               | Niemcy                                                   | film                                                                                | scenariusz Stanisława Lema | Marianengraben (1994)                                         |                                       |
| Śledztwo                                  | - | 1997         | Waldemar Krzystek                           | Polska                                                   | spektakl Teatru Telewizji                                                           | Śledztwo | Sledztwo                                                      | Śledztwo (1997)                       |
| Przypadek Ijona Tichego                   | - | 1999         | Lech Raczak                                 | Polska                                                   | spektakl Teatru Telewizji                                                           | I - Profesor Corcoran (Księga robotów)                                                                                              | Przypadek Ijona Tichego                                       | Przypadek Ijona Tichego               |
| -                                         | Aus den Sterntagebüchern des Ijon Tichy                                                                     | 1999         | Randa Chahoud, Dennis Jacobsen, Oliver Jahn | Niemcy                                                   | film                                                                                | Podróż siódma (Niezwyciężony i inne opowiadania)                                                                                    | Aus den Sterntagebüchern des Ijon Tichy (1999)                |                                       |
| -                                         | Aus den Sterntagebüchern des Ijon Tichy II                                                                  | 2000         | Randa Chahoud, Dennis Jacobsen, Oliver Jahn | Niemcy                                                   | film                                                                                | scenariusz oryginalny na podstawie tekstów z Ijonem Tichym                                                                          | Aus den Sterntagebüchern des Ijon Tichy II (2000)             |                                       |
| Solaris                                   | Solaris | 2000         | Steven Soderbergh                           | USA                                                      | film                                                                                | Solaris | Solaris (2002)                                                |                                       |
| -                                         | Solaris | 2007         | Ryūsuke Hamaguchi                           | Japonia                                                  | film                                                                                | Solaris | Solaris (2007)                                                |                                       |
| Ijon Tichy – gwiezdny podróżnik           | Ijon Tichy: Raumpilot                                                                                       | 2007         | Randa Chahoud, Dennis Jacobsen, Oliver Jahn | Niemcy                                                   | serial telewizyjny                                                                  | scenariusz oryginalny na podstawie wybranych opowiadań z cyklu Dzienniki gwiazdowe                                                  | Ijon Tichy: Raumpilot                                         |                                       |
| -                                         | 1 | 2009         | Pater Sparrow                               | Węgry                                                    | film                                                                                | scenariusz oryginalny na motywie nieistniejącej książki Jedna minuta, opisanej w Prowokacji                                         | 1 (2009)                                                      |                                       |
| Maska                                     | - | 2010         | Stephen Quay, Timothy Quay                  | Polska, Wielka Brytania                                  | film animowany                                                                      | Maska (Maska) | Maska (2010)                                                  | Maska (2010)                          |
| -                                         | Golem | 2013         | Patrick McCue, Tobias Wiesner               | USA                                                      | film animowany                                                                      | Golem XIV | Golem (2013) w bazie IMDb (ang.)                              |                                       |
| Kongres                                   | The Congress                                                                                                | 2013         | Ari Folman                                  | Polska, Belgia, Francja, USA, Niemcy, Izrael, Luksemburg | film                                                                                | scenariusz oryginalny na podstawie Kongresu futurologicznego                                                                        | Kongres (2013) w bazie IMDb (ang.)                            | The Congress                          |
| Doradcy króla Hydropsa                    | - | 2016         | Natalia Brożyńska                           | Polska                                                   | film animowany                                                                      | Doradcy króla Hydropsa (Bajki robotów)                                                                                              | Doradcy Króla Hydropsa (2016)                                 | Doradcy Króla Hydropsa (2016)         |
| -                                         | Una investigación interrumpida de R                                                                         | 2018         | Alan Segal                                  | Argentyna, USA                                           | film                                                                                | scenariusz oryginalny na motywach Śledztwa                                                                                          | Una investigación interrumpida de R (2018)                    |                                       |
| Głos Pana                                 | His Master’s Voice                                                                                          | 2018         | György Pálfi                                | Francja, Kanada, Szwecja, USA, Węgry                     | film                                                                                | scenariusz oryginalny na podstawie Głosu Pana                                                                                       | Głos Pana (2018)                                              |                                       |
| Bajki robotów                             | - | 2018         | Romuald Wicza-Pokojski                      | Polska                                                   | spektakl Teatru Telewizji                                                           | scenariusz oryginalny na podstawie wybranych opowiadań z cykly Bajki robotów                                                        | Bajki robotów                                                 | Bajki robotów                         |
| Maska                                     | | 2020         | Hanka Brulińska                             | Polska                                                   | film                                                                                | Maska (Maska) |                                                               |                                       |
| -                                         | the 7th voyage of egon tichy                                                                                | 2020         | Jonathan Levin                              | USA                                                      | spektakl teatralny                                                                  | Podróż siódma (Niezwyciężony i inne opowiadania)                                                                                    |                                                               |                                       |
| Pokój                                     | - | 2021         | Krzysztof Jankowski                         | Polska                                                   | film                                                                                | Podróż siódma (Niezwyciężony i inne opowiadania)                                                                                    |                                                               | Pokój (2021)                          |